# Episodi di The Stanley Dynamic (prima stagione)
La prima stagione della serie televisiva The Stanley Dynamic, composta da 26 episodi, è stata trasmessa da YTV dal 19 marzo 2015 al 20 aprile 2016.
In Italia la serie è inedita.
| nº | Titolo originale         | Titolo italiano | Prima TV USA     | Prima TV Italia |
| -- | ------------------------ | --------------- | ---------------- | --------------- |
| 1  | Pilot                    |                 | 19 marzo 2015    |                 |
| 2  | The Stanley Feud         |                 | 26 marzo 2015    |                 |
| 3  | The Stanley Business     |                 | 2 aprile 2015    |                 |
| 4  | The Stanley Games        |                 | 9 aprile 2015    |                 |
| 5  | The Stanley Luck         |                 | 16 aprile 2015   |                 |
| 6  | The Stanley Heist        |                 | 23 aprile 2015   |                 |
| 7  | The Stanley Date Night   |                 | 30 aprile 2015   |                 |
| 8  | The Stanley Sick Day     |                 | 7 maggio 2015    |                 |
| 9  | The Stanley Catchphrase  |                 | 14 maggio 2015   |                 |
| 10 | The Stanley All-Nighter  |                 | 21 maggio 2015   |                 |
| 11 | The Stanley Grades       |                 | 5 ottobre 2015   |                 |
| 12 | The Stanley Neighbours   |                 | 12 ottobre 2015  |                 |
| 13 | The Stanley Houseguest   |                 | 19 ottobre 2015  |                 |
| 14 | The Stanley Spirit       |                 | 26 ottobre 2015  |                 |
| 15 | The Stanley Science      |                 | 2 novembre 2015  |                 |
| 16 | The Stanley Grandpa      |                 | 9 novembre 2015  |                 |
| 17 | The Stanley Student      |                 | 16 novembre 2015 |                 |
| 18 | The Stanley Superhero    |                 | 23 novembre 2015 |                 |
| 19 | The Stanley Crime        |                 | 30 novembre 2015 |                 |
| 20 | The Stanley Christmas    |                 | 7 dicembre 2015  |                 |
| 21 | The Stanley Cook-Off     |                 | 16 marzo 2016    |                 |
| 22 | The Stanley Dodger       |                 | 23 marzo 2016    |                 |
| 23 | The Stanley Honour       |                 | 30 marzo 2016    |                 |
| 24 | The Stanley Hypnotist    |                 | 6 aprile 2016    |                 |
| 25 | The Stanley Detective    |                 | 13 aprile 2016   |                 |
| 26 | The Stanley Wild Weekend |                 | 20 aprile 2016   |                 |